# 厄洛特斯

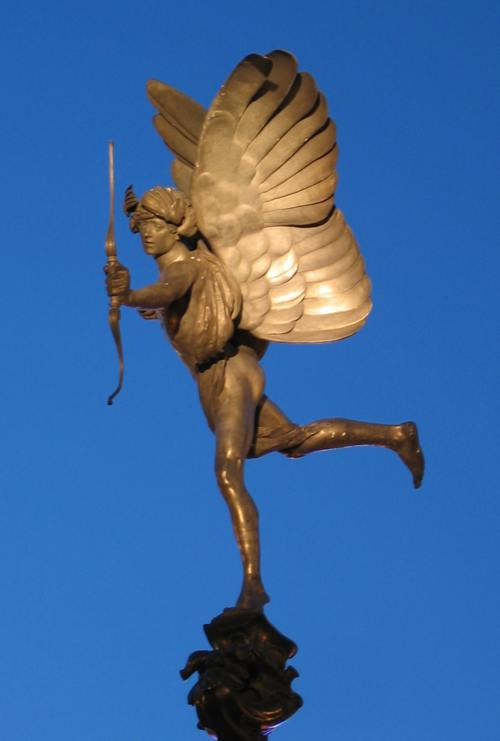
安特罗斯, 被广泛称为厄洛斯, 由Alfred Gilbert创作, 1885; 来自皮卡迪利广场的沙夫茨伯里纪念馆。

厄洛特斯 (/əˈroʊtiːz/) 是一群希腊神话中与爱情与性有关的带有翅膀的神。 他们是阿弗洛狄忒的一部分随从。厄洛特斯 (希腊语 ) 是 Eros ("爱情, 性欲")的复数，作为一个单独的神具有更复杂的意义。
其他被称为厄洛特斯的神有安忒洛斯("爱情回归")， 希莫洛斯 ("鲁莽的爱" 或者 "强烈的欲望") 与波索斯  ("欲望, 渴望," 特别是当一个人不在场时)。 在某些传统中，厄洛特斯也对同性之间的爱情有着特殊的影响。 
厄洛特斯成为了希腊化艺术的主题，在罗马艺术中他们以丘比特或者丘比特与普塞克的形象出现。 在后期的传统与西方艺术中，厄洛特斯就与丘比特，阿莫里尼，阿莫雷蒂别无他样了。

## 总体形象与特征
在古典神话中厄洛特斯是一群带有翅膀的神。 他们通常与爱情和性欲有关，并且形成了阿弗洛狄忒的一部分随从。单独的厄洛特斯有时与不同方面的爱情有关，有时也与同性的爱情相关。 有时厄洛特斯被认作是单独的神厄洛斯的显现。
厄洛特斯恶作剧的故事是希腊化文化中一个流行的主题，特别是在公元前2世纪。另外也有为了引来爱情或者达到相反的目的而用来吸引或驱赶厄洛特斯的咒语。  不同的厄洛特斯代表不同的爱情或欲望的主题，比如暗恋（希莫洛斯），互相的爱（安忒洛斯）或者渴望（波索斯）。
厄洛特斯通常被描绘成带有翅膀的裸体年轻且帅气的形象。 已知最早的有关雕塑是公元前2世纪在古希腊用来装饰剧院的，一群厄洛特斯与带翅膀的女性驾驶一辆由山羊拉的车。 厄洛特斯的这种呈现形式变得普遍，包括厄洛特斯在狩猎的场景中。  由于他们在古典传说众神中的形象，厄洛特斯的意义具有代表性（暗示某种形式的爱）他们有时也被描绘成单独的形象。 厄洛特斯存在在其他无关性别的画面中，比如在两个女人之中，则会被认为是具有同性恋的潜台词。 在安那托利亚对阿弗洛狄忒的崇拜中，展示这个女神与三个厄洛特斯的画作说明了她掌控的三个王国：天、地与水。

## 成员
许多厄洛特斯的成员在古希腊与罗马艺术作品中可见。另外，有很多有名字的神会被认为是厄洛特斯，有时会被认为与各个方面的爱情有联系。 

### 安忒洛斯
安忒洛斯 (希腊语: Ἀντέρως, Antérōs) 是暗恋之神，字面上意思是“回归的爱”或者“对应的爱”。 他惩罚了那些轻视爱情与向其他人求爱的人，也是暗恋之爱的复仇者。 在希腊神话中安忒洛斯是阿弗洛狄忒和阿瑞斯的儿子。被送给了他的兄弟厄洛斯作为玩伴因为后者很寂寞。在另外一个版本中，安忒洛斯点燃了波塞冬与奈瑞忒斯的火花。 在形象上，安忒洛斯在每个方面都被描绘得很像厄洛斯，虽然有时被加上长一点的头发和翅膀。  他被描述为有金击棍和铅制箭作为武器。

### 厄洛斯

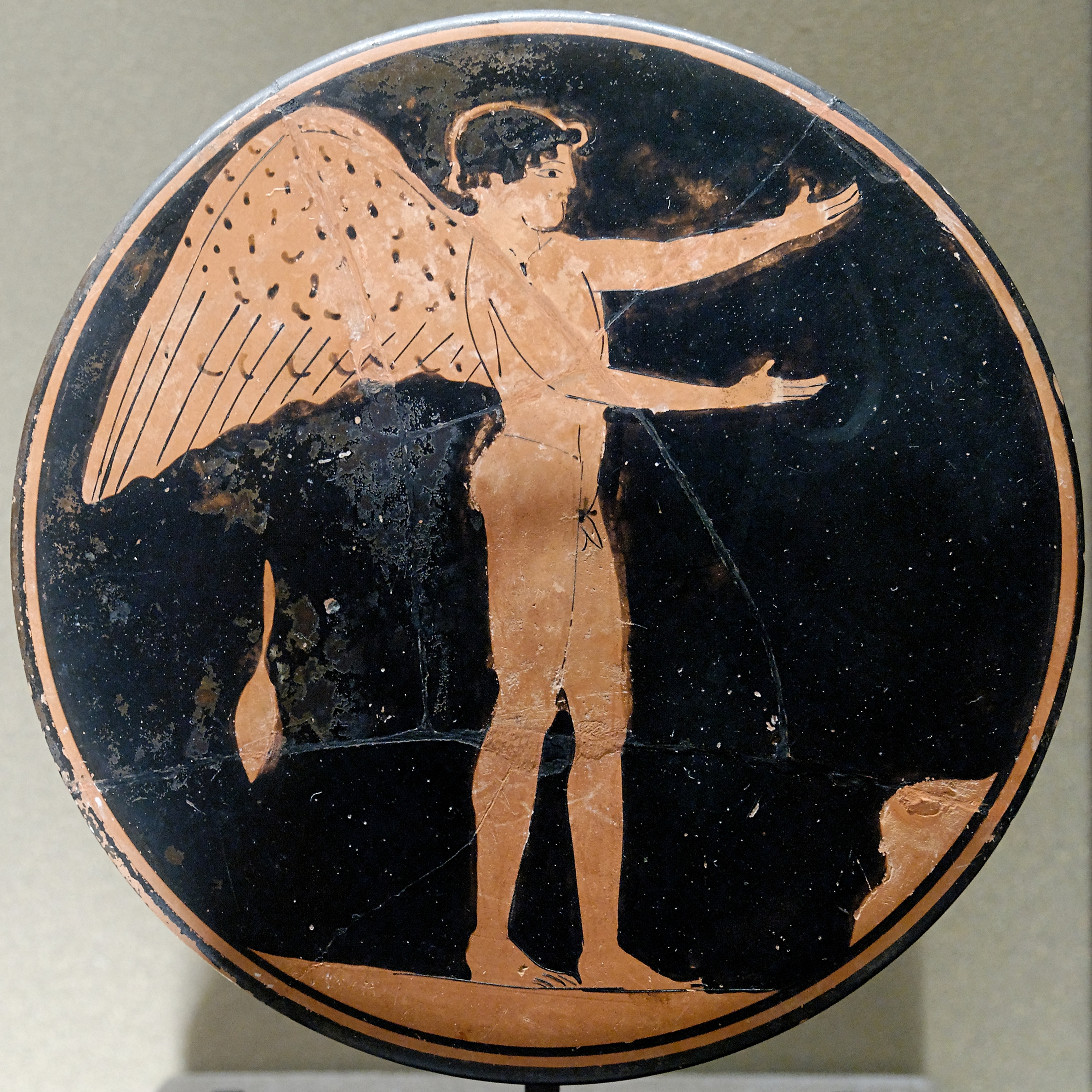
厄洛斯 雅典红色形象的绕线筒 大约公元前470–450年BCE.

最初，厄洛斯是代表性欲，美丽，爱情和性交的希腊原始神；他也作为生育之神被供奉。他在罗马文化的对应是丘比特（性欲），也被称作阿莫尔（爱）。
在后期的神话中，他是阿瑞斯与阿弗洛狄忒的儿子： 厄洛斯之后被列到厄洛特斯当中。 厄洛斯被与运动联系起来，他的雕塑被建造在体育馆。同时他也经常被看作男同性的守护神。 厄洛斯在艺术作品中的形象通常是带有里拉琴与弓箭。同时也伴有海豚、笛、公鸡、玫瑰和火炬。

### 赫蒂洛葛斯
赫蒂洛葛斯（古希腊语： Ἡδυλογος）是情话和甜言蜜语之神。他并没有出现在任何文学作品中但出现于古希腊的花瓶画。

### 赫玛弗洛狄忒斯
赫马佛洛狄忒斯 是阴阳神。他是赫尔墨斯与阿弗洛狄忒的儿子。他生来英俊，但在水仙萨尔玛西斯爱上他之后，她祈祷和他永远结合，所以他们结合为一体。

### 希莫洛斯
希莫洛斯 (希腊语:  "无法抑制的欲望", 拉丁语: Himerus) 是另一个阿弗洛狄忒和阿瑞斯的儿子。像他的兄弟们一样，他同样带着弓箭，去在人类之中创造性欲。 希莫洛斯代表了性欲与暗恋。 希莫洛斯经常佩戴头带，由运动员佩戴在头上的各种颜色的彩带。

### 海门纳埃斯
海门纳埃斯 (希腊语: Ὑμεναιος) 或 海门 (希腊语: Ὑμην) 是婚礼之神，婚礼赞诗与歌曲之神。

### 波索斯

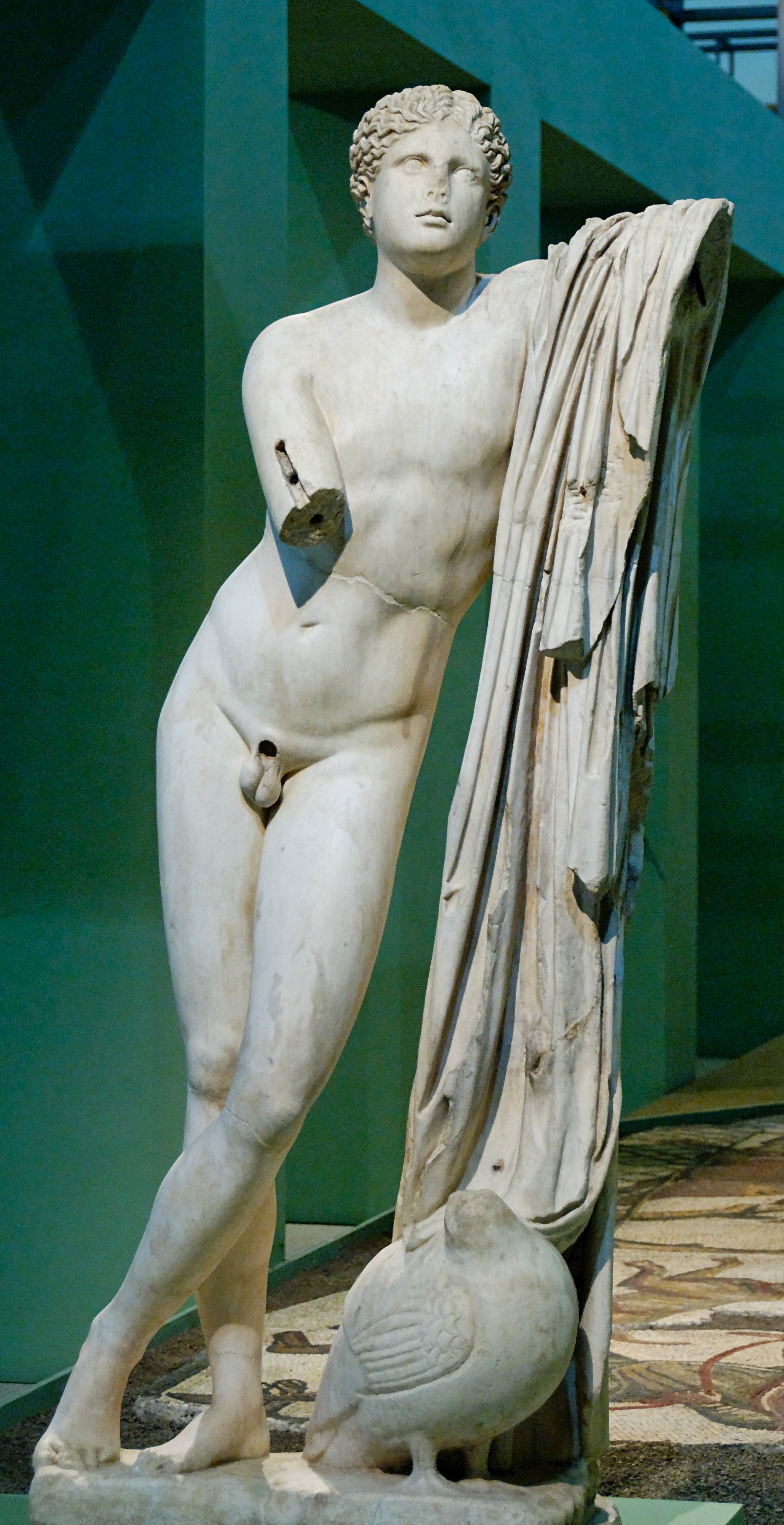
在中央蒙泰马丁尼的波索斯雕塑

波索斯 (希腊语:  "怀念")  是阿弗洛狄忒的厄洛特斯之一同时也是希莫洛斯与厄洛斯的兄弟。在一些神话传说中，波索斯是厄洛斯的儿子，或者是他的另一独立形象。 然而其他人叫他阿涅摩伊和伊里斯之子 他是阿弗洛狄忒的随从之一，随身带着藤蔓，代表与酒或者狄俄倪索斯相关。他代表了渴望与向往。 在墨伽拉的阿弗洛狄忒的神庙中，有一个由斯科帕斯雕刻的雕塑作品，展现着波索斯与厄洛斯和希莫索斯在一起的场景。

## 延伸阅读
- Greek mythology主题哈耳摩尼亞 (希臘神話)